# Guerre d'anéantissement
Ne doit pas être confondu avec Génocide.

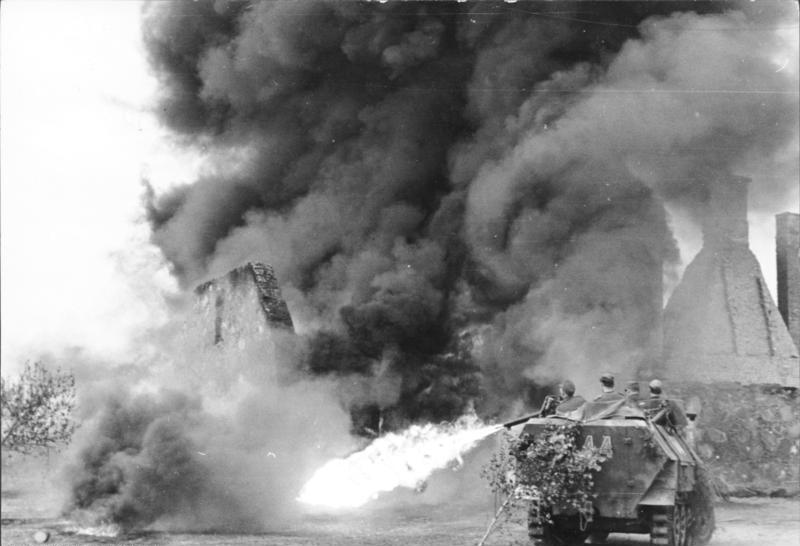
Destruction d'un village russe par l'armée allemande, en août 1944.

Une guerre d'anéantissement, ou guerre d'extermination, est une forme radicalisée de guerre dans laquelle toutes les limites physiques et psychiques observées habituellement sont suspendues en temps de guerre 

## Caractéristiques
La guerre d'anéantissement est définie comme une forme radicalisée de guerre dans laquelle toutes les limites physiques et psychiques observées en temps de guerre sont suspendues.
Le sociologue hambourgeois Jan Philipp Reemtsma considère qu'une guerre « menée dans le but [...] d'anéantir ou même de décimer une population » est au cœur d'une guerre d'anéantissement. L'organisation étatique de l'ennemi est écrasée. Le caractère idéologique, et le refus de négocier avec l'ennemi sont également caractéristiques d'une guerre d'anéantissement, comme l'a montré l'historien Andreas Hillgruber en prenant l'exemple de l'opération Barbarossa en 1941 contre le « bolchevisme juif ». Le droit à l'existence et la possibilité de négocier avec l'ennemi sont niés, l'ennemi est dégradé en un ennemi total avec lequel il n'est pas nécessaire de s'entendre, mais auquel on oppose sa propre unité « de peuple, de guerre et de politique [comme] le triomphe de l'idée de la guerre d'anéantissement ».

## Histoire

### Massacre des Héréros et Namas

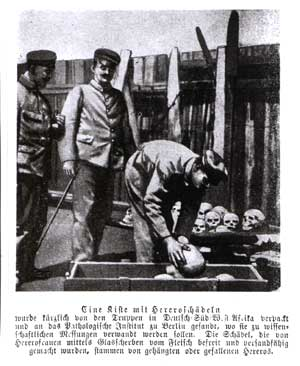
Scène du Massacre des Héréros et des Namas dans le Sud-Ouest africain allemand, avant 1911. La légende indique : Une caisse de crânes de Héréros est envoyée à l'institut de Pathologie de Berlin pour y être étudiés. [...] Ils proviennent d'Héréros pendus ou tombés au combat.

En janvier 1904, le soulèvement des Héréros débute dans la colonie allemande du Sud-Ouest africain de l'époque. Avec un total d'environ 15 000 hommes sous les ordres du lieutenant général Lothar von Trotha, ce soulèvement est réprimé en août 1904. La majorité des Héréros se réfugie dans l'Omaheke, un contrefort du Kalahari, presque dépourvu d'eau. Von Trotha fait boucler l'Omaheke et chasse les réfugiés des quelques points d'eau qui s'y trouvent, de sorte que des milliers de Héréros meurent de soif avec leurs familles et leurs troupeaux. À ceux qui ont été chassés dans le désert, von Trotha donne l'ordre d'extermination : 
« Die Herero sind nicht mehr Deutsche Untertanen. […] Innerhalb der Deutschen Grenze wird jeder Herero mit oder ohne Gewehr, mit oder ohne Vieh erschossen, ich nehme keine Weiber und keine Kinder mehr auf, treibe sie zu ihrem Volke zurück oder lasse auch auf sie schießen. »
« Les Héréros ne sont plus sujets allemands. […] Chaque Héréro surpris à l'intérieur des frontières allemandes, qu'il soit armé ou non, accompagné de bétail ou non, sera abattu, je n'accepte plus ni de femmes ni d'enfants, mais les repousse vers leur peuple ou bien les fais abattre. »
La presse social-démocrate crée l'expression « guerre d'anéantissement » pour critiquer les actions menées par les troupes allemandes contre les Héréros rebelles.
La guerre de Trotha visait l'anéantissement complet des Héréros : « Je crois que la nation en tant que telle doit être anéantie ». Elle est soutenue en cela par von Schlieffen ainsi que par l'empereur Guillaume II, ses actions sont donc considérées comme le premier génocide du XXe siècle. Les actions de Trotha provoquent l'indignation en Allemagne et à l'étranger ; à l'instigation du chancelier du Reich Bernhard von Bülow, le Kaiser annule l'ordre d'extermination deux mois après les événements d'Omaheke. La politique de Trotha, cependant, reste largement inchangée jusqu'à son licenciement en novembre 1905.

### État-major allemand
La guerre d’anéantissement (Vernichtungskrieg) est la stratégie prônée, depuis la fin du XIXe siècle par l’état-major allemand, dans une référence aux travaux de Clausewitz. La guerre d'anéantissement se distingue de la guerre totale : « Vernichtung chez Clausewitz ne signifie pas la destruction totale de l’ennemi. Le mot désigne l’état dans lequel l’ennemi ne peut plus poursuivre le combat : l’adversaire sans défense, jeté à terre, etc. Pour Clausewitz, le but de la bataille est de rendre les troupes ennemies incapables de riposter, afin de contraindre la volonté de l’ennemi ».
Ainsi, la stratégie de la guerre d’anéantissement, qui peut se dérouler dans le cadre du droit de la guerre classique, vise à éviter une guerre longue, et à privilégier la rapidité de l'offensive. Si les deux conflits mondiaux sont devenus des guerres totales, c'est justement parce que cette stratégie de guerre d'anéantissement a échoué. 
Le général en chef pendant la Première Guerre mondiale, Ludendorff, puis partisan d’Hitler au début des années 1920, donne une inflexion majeure à ces termes dans son ouvrage La guerre totale (Der totale Krieg), paru en 1935. Selon ce concept, dans une guerre à venir, la victoire devrait avoir une priorité illimitée sur toutes les autres préoccupations sociales : toutes les ressources devraient être mises au service de l'économie de guerre, la volonté de la nation devrait être unifiée par la propagande et la force dictatoriale avant même le déclenchement des hostilités, et toutes les technologies d'armement disponibles devraient être utilisées, sans aucun égard pour le droit international. La guerre totale était également illimitée dans ses objectifs, selon l'expérience de la Première Guerre mondiale :

« Elle n'était pas seulement menée par les puissances militaires des États participant à la guerre, qui cherchaient leur destruction mutuelle ; les peuples eux-mêmes étaient mis au service de la guerre, la guerre était aussi dirigée contre eux et les entraînait eux-mêmes dans les souffrances les plus profondes [...] à la lutte contre les forces armées de l'ennemi sur d'énormes fronts et de vastes mers s'ajoutait la lutte contre le psychisme et la vitalité des peuples ennemis, dans le but de les désintégrer et de les paralyser. »

— Eich Ludendorff, Der Totale Krieg, p.4
Ludendorff puise dans le discours allemand sur la « guerre à outrance » que la Troisième République française nouvellement formée avait menée contre les forces d'invasion prusso-allemandes à l'automne et à l'hiver 1870. Il s'oppose également à Carl von Clausewitz et à son ouvrage Vom Kriege (1832), qui établit une distinction entre les guerres absolues et limitées. Mais même la guerre absolue de Clausewitz était soumise à des limites, telles que la distinction entre combattants et non-combattants, entre militaires et civils, ou entre public et privé. Ludendorff affirme désormais que la guerre totale n'a plus pour objet des « fins politiques mesquines », ni de « grands [...] intérêts nationaux », mais la simple « préservation de la vie » de la nation, et de son identité. Cette menace existentielle justifie également l'anéantissement - au moins moral, sinon physique - de l'ennemi. Les efforts de Ludendorff pour radicaliser la guerre (dont il est responsable à partir de 1916) se heurtent à des obstacles sociaux, politiques et militaires. Puis, en 1935, comme l'écrit l'historien Robert Foley, ses conseils rencontrent un terrain fertile avec l'arrivée au pouvoir des nazis.
Ainsi, « la guerre totale, si elle est définie comme une guerre d’anéantissement des forces militaires et d’une société dans ses fondements et son existence, est un basculement dans une autre forme de guerre ».

### Seconde Guerre mondiale
La Seconde Guerre mondiale, plus précisément le front de l'Est, est un exemple parfait et contemporain d'une guerre d'extermination. Le régime nazi, dont l'idéologie est en partie basée sur Mein Kampf d'Adolf Hitler, souhaitait voir disparaître l'ennemi du peuple allemand, le peuple russe, dont le territoire devait être repeuplé par la « race aryenne » : le Generalplan Ost, piloté depuis une administration berlinoise, avait été introduit à cette fin. Les batailles du Pacifique entre les États-Unis et le Japon étaient aussi un exemple de la guerre d'anéantissement.

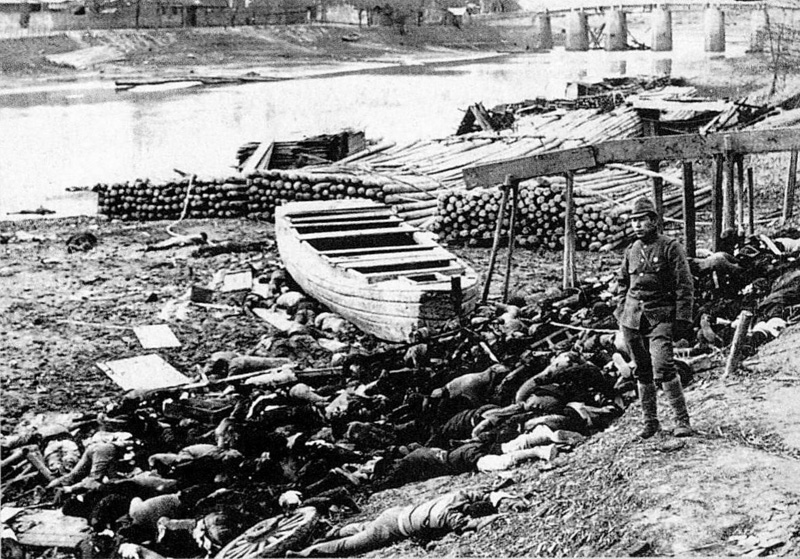
Massacre sur les rives de la rivière Yangzi Jiang avec un soldat japonais debout à côté.

La guerre menée par l'empire du Japon contre la Chine présente aussi des aspects de guerre d'extermination, notamment l'opposition à la doctrine et au gouvernement chinois, les massacres de masse (comme le massacre de Nankin) mais aussi la volonté de repeupler ce territoire.